# Каунті-Лайн
Каунті-Лайн (англ. County Line) — місто (англ. town) в США, в округах Блаунт і Джефферсон штату Алабама. Населення — 311 особа (2020).

## Географія
Каунті-Лайн розташоване за координатами 33°49′15″ пн. ш. 86°43′11″ зх. д. / 33.82083° пн. ш. 86.71972° зх. д. (33.820894, -86.719734). За даними Бюро перепису населення США в 2010 році місто мало площу 2,50 км², уся площа — суходіл.

## Демографія
Згідно з переписом 2010 року, у місті мешкало 258 осіб у 102 домогосподарствах у складі 77 родин. Густота населення становила 103 особи/км². Було 118 помешкань (47/км²).
Расовий склад населення:
| - 94,2 % — білих - 3,1 % — корінних американців - 1,2 % — чорних або афроамериканців - 1,2 % — азіатів |

До двох чи більше рас належало 0,4 %. Частка іспаномовних становила 0,4 % від усіх жителів.
За віковим діапазоном населення розподілялося таким чином: 20,5 % — особи молодші 18 років, 61,7 % — особи у віці 18—64 років, 17,8 % — особи у віці 65 років та старші. Медіана віку мешканця становила 41,7 року. На 100 осіб жіночої статі у місті припадало 101,6 чоловіків; на 100 жінок у віці від 18 років та старших — 97,1 чоловіків також старших 18 років.
Середній дохід на одне домашнє господарство становив 63 499 доларів США (медіана — 55 313), а середній дохід на одну сім'ю — 76 454 долари (медіана — 69 375). Медіана доходів становила 63 125 доларів для чоловіків та 37 500 доларів для жінок. За межею бідності перебувало 10,7 % осіб, у тому числі 0,0 % дітей у віці до 18 років та 3,4 % осіб у віці 65 років та старших.
Цивільне працевлаштоване населення становило 95 осіб. Основні галузі зайнятості: транспорт — 29,5 %, фінанси, страхування та нерухомість — 20,0 %, науковці, спеціалісти, менеджери — 11,6 %, освіта, охорона здоров'я та соціальна допомога — 11,6 %.